# Piesau
Piesau település Németországban, azon belül Türingiában. Lakosainak száma 715 fő (2017. december 31.). Piesau Lichte községgel határos.

## Népesség
A település népességének változása:

| 2017 | 715 |